# خوسيه سانتاكروز لوندونو
خوسيه سانتاكروز لوندونو (بالإسبانية: José Santacruz Londoño)‏، (1 أكتوبر 1943 - 5 مارس 1996)، المعروف أيضا باسم تشيب أو دون تشيب. وهو أحد زعماء كارتل كالي بجانب غيلبرتو رودريغيز أوريجويلا وميغيل رودريغيز أوريجويلا.